# Бабин, Иван Васильевич
Иван Васильевич Бабин (1899—1944) — младший сержант Рабоче-крестьянской Красной Армии, участник Великой Отечественной войны, Герой Советского Союза (1945).

## Биография
Иван Бабин родился в 1899 году в станице Железинская (ныне — Железинский район Павлодарской области Казахстана) в крестьянской семье. После окончания начальной школы работал счетоводом и бригадиром колхоза в родном селе.
В 1941 году был призван на службу в Рабоче-крестьянскую Красную Армию. С июня 1941 года — на фронтах Великой Отечественной войны.
К осени 1944 года младший сержант Иван Бабин командовал отделением 5-го гвардейского кавалерийского полка 1-й гвардейской кавалерийской дивизии 1-го гвардейского кавалерийского корпуса 38-й армии 1-го Украинского фронта. Отличился во время освобождения Польши.
13 сентября 1944 года во время боя у деревни Конты в 22 километрах к юго-западу от города Кросно, находясь в первых рядах наступающих советских подразделений, Бабин подобрался к дзоту с пулемётным гнездом и, израсходовав все боеприпасы и гранаты, грудью закрыл амбразуру и погиб. Данный подвиг способствовал успешному разгрому немецких войск кавалерийским эскадроном. Бабин был похоронен на месте совершения подвига.
Указом Президиума Верховного Совета СССР от 10 апреля 1945 года младший сержант Иван Бабин посмертно был удостоен звания Героя Советского Союза и награждён орденом.

## Память
На месте совершения подвига, где Бабин похоронен, воздвигнут памятник. Стела с барельефом Бабина находится на аллее Героев в Павлодаре, в родном селе Бабина Железинке установлен памятник. В честь Бабина названы улицы в сёлах Железинка и Песчаное.